# Gabino Ezeiza
Gabino Jacinto Ezeiza, apodado el Negro Ezeiza (Buenos Aires, 19 de febrero de 1858 - ídem, 12 de octubre de 1916), fue un músico y payador argentino.

## Biografía

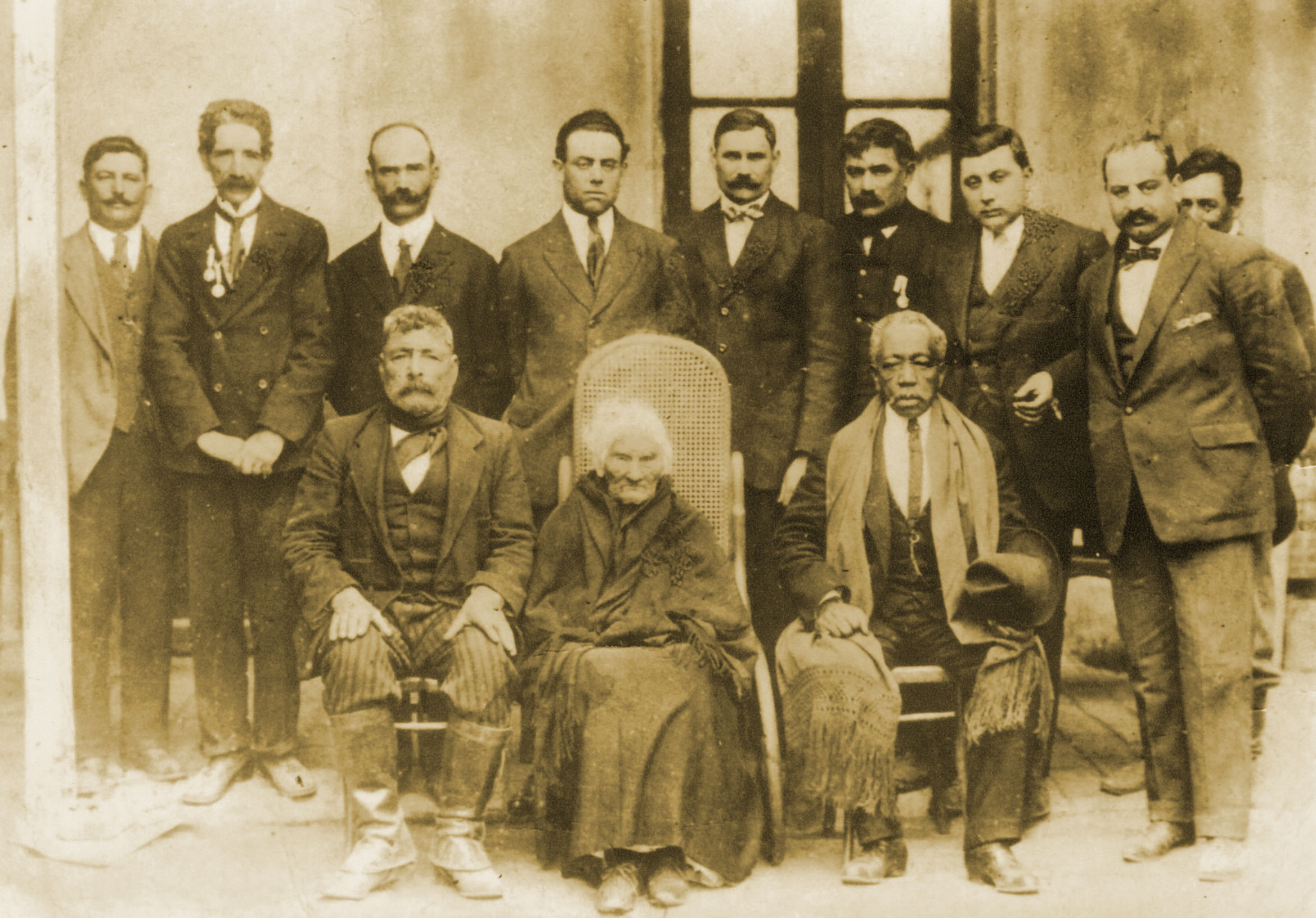
Fotografía del 9 de julio de 1916 que muestra a Gabino Ezeiza junto a Juana Paredes de Quinteros, centenaria para esa fecha como la independencia argentina, su hijo Salvador Quinteros y otros vecinos, en Justiniano Posse, Provincia de Córdoba, Argentina

Gabino Ezeiza fue un afroporteño nacido en San Telmo (un antiguo barrio donde vivían personas que habían sido esclavizadas). Vivió en una época en la que había un número considerable de afrodescendientes negros en la zona del actual Gran Buenos Aires. Su maestro en la iniciación de la payada fue el también afroporteño Pancho Luna.
Ezeiza fue uno de los más famosos payadores, tanto en su tierra como en el Uruguay. Sus contrapuntos se hicieron famosos y se recuerda el sostenido el 23 de julio de 1884 en el Teatro Artigas de Montevideo con el cantor oriental Juan de Nava, presenciado por un numeroso auditorio. En tal encuentro Ezeiza improvisó allí la que sería la popular canción Heroico Paysandú, con la cual derrotó a Nava, convirtiéndose en uno de los payadores más importantes de la historia. El día 23 de julio fue declarado "Día del Payador" en todo el territorio de la República Argentina en honor a ese histórico contrapunto.
Otra de sus payadas memorables fue la que tuvo por escenario un teatro de Pergamino, Provincia de Buenos Aires, con el célebre Pablo J. Vázquez, en 1894.
Gardel y Razzano lo conocieron en los comités políticos, en particular por su actuación en los comités de la Unión Cívica Radical, adhiriendo al movimiento liderado entonces por Hipólito Yrigoyen, historia relatada en la película El último payador, cuyo guion fue escrito por el mismo Homero Manzi. Se hizo trato amigo en la rueda del popular Café de los Angelitos. A su muerte, el dúo cantó en su homenaje Heroico Paysandú, que años después llevó al disco Gardel.
Pocos meses antes de morir, en el Centenario de la Independencia Argentina en julio de 1916, Gabino Ezeiza se toma su última fotografía conocida, en Justiniano Posse, Provincia de Córdoba, en compañía de doña Juana Paredes de Quinteros, a la postre también centenaria, junto a su hijo Salvador Quinteros, primer agricultor criollo del sudeste de Córdoba. Se desconocen los motivos exactos de la presencia de Gabino en dicha localidad, un pueblito en ese entonces de sólo 5 años de existencia.
Es de notar que el mismo día de su fallecimiento asumió la Presidencia de la Nación Argentina Hipólito Yrigoyen.

## Sus aportes en el folklore argentino
Hay quienes consideran que Gabino fue quien introdujo el ritmo de milonga en la payada, y su popularidad provocó que otros payadores lo fueran extendiendo a otras zonas de Argentina, Uruguay y Brasil (sobre todo por el sur de este país).
Gabino afirmaba que la milonga (campera) proviene del candombe afro-uruguayo, el cual se formó a partir de viejos ritmos africanos.
En un reportaje al argentino Nemesio Trejo, hecho por Jaime Olombrada, y que fuera publicado en el periódico La Opinión de Avellaneda el 15 de abril de 1916, Trejo cuenta: 	

"En 1884 era mi primera topada con Gabino Ezeiza, el más célebre de los bardos argentinos, y esa payada sirvió para hacer escuela. Por aquella época se cantaba por cifra, pero Gabino introdujo la milonga en esa oportunidad en el tono Do Mayor. (...) Es pueblera (del ambiente ciudadano), ya que es hija del candombe africano, y golpeando con los índices en el borde de la mesa empezó a tararear 'tunga...tatunga...tunga...' para demostrar, fonéticamente, la vinculación de este ritmo con el candombe".
Nemesio Trejo, tomado de un reportaje hecho por Jaime Olombrada

Gabino consideraba que el ritmo de milonga habría sido una evolución, en guitarra criolla, del candombe afrouruguayo llevado a cabo por afrouruguayos en la región pampeana.